# Trichosaundersia nora
Trichosaundersia nora là một loài ruồi trong họ Tachinidae.